# Ernst August de la Chevallerie von la Motte
Ernst August de la Chevallerie baron von la Motte (né le 24 novembre 1688 à Walsrode près de Lunebourg et mort le 7 décembre 1758 à Magdebourg) est un lieutenant général royal prussien, gouverneur de Gueldre et récipiendaire de l'Ordre de l'Aigle noir.

## Biographie

### Origine
Il est issu de la famille huguenote française de la Chevallerie, qui a dû quitter son pays natal en raison de sa religion et s'est rendue en Brunswick-Lunebourg. Ses parents sont le général de division de Braunschweig-Lunebourg et commandant de Lunebourg Charles de la Motte-Chevallerie (de) (1648-1717) et Anna Agnes, née von Bussius (1653-1703).

### Carrière
La Chevallerie de la Motte entre au service britannique en 1702 et participe à la guerre de Succession d'Espagne, notamment à la bataille d'Audenarde et à celle de Malplaquet. Il est promu lieutenant en 1705 et devient lieutenant-capitaine du régiment d'infanterie hanovrienne « Gauvain » en 1709. En 1711, il est capitaine et commandant de compagnie. Il est promu major en 1721 et lieutenant-colonel en 1728. Une mission secrète à Berlin en 1728 échoue en raison d'une indiscrétion, de sorte qu'à son retour il est confisqué à Hanovre et emprisonné à la forteresse d'Hamelin (de). En 1734, il entre au service prussien et comme colonel dans le 17e régiment d'infanterie "von Grumbkow". La même année, il est commandant du régiment et reçoit la croix de Grâce. Il prend garnison à Köslin en 1735. En 1739, il devient chef du 17e régiment d'infanterie. Le 2 août 1740, il est promu major général. Il reçoit également la Pour le Mérite en 1740.

Il combat lors de la première guerre de Silésie et se distingue lors de la bataille de Chotusitz. En janvier 1744, il devient lieutenant général et se rend en Bohême pour combattre dans la Seconde Guerre de Silésie . En 1745, il commande un corps spécial pour combattre les insurgés en Haute-Silésie. Il combat ensuite à la bataille de Hohenfriedberg et accompagne le roi dans la marche vers la Saxe. En novembre 1748, il devient gouverneur de Gueldre et chef du 9e bataillon (de) local. en février 1757, il reçoit l'Ordre de l'Aigle noir. Au début de la guerre de Sept Ans, il rassemble les troupes prussiennes à Wesel et les conduit à l'armée d'observation en Basse-Saxe. Pendant ce temps, le colonel Salmuth (de) prend le commandement de Gueldre, Frédéric II le nomme plus tard commandant de Magdebourg. Chevallerie y meurt le 7 décembre 1758.

### Famille
Il se marie avec la baronne Eva Maria von Unverfährt (1693-1763) depuis 1711. Les enfants suivants sont issus du mariage :
- Friedrich Karl (1719-1762), tué comme capitaine prussien dans le bataillon libre « le Noble (de) » en Saxe
- Ludwig Clamor (1720-1780), conseiller privé et secrétaire de guerre prussien marié avec Antoinette Katharina von Münchow (née en 1730), fille du lieutenant-général prussien Gustav Bogislav von Münchow (1686-1766)
- Eva Marie Henriette mariée en 1747 avec Christian Gneomar von Puttkamer (de) (1709-1760), lieutenant-colonel prussien
- Friedrich Ludwig (mort en 1759), tué au combat en tant que premier lieutenant prussien et adjudant du lieutenant-général von Manteuffel (de) à Kay